# Max amore mio
Max amore mio (Max, Mon Amour) è un film del 1986 diretto da Nagisa Ōshima.
Fu presentato in concorso al 39º Festival di Cannes.

## Trama
Peter Jones, un diplomatico inglese in Francia, apprende da un detective privato che sua moglie Margaret si reca tutti i giorni in un appartamento. Jones non si scandalizza (ha un'amante anche lui) ma presto scopre che il suo rivale è Max, uno scimpanzé. Intervengono allora uno zoologo, uno psichiatra, una prostituta: la storia si concluderà con un insolito ménage a tre.

## Commento
Il cosceneggiatore Jean-Claude Carrière, il produttore Serge Silberman e l'attrice Milena Vukotic erano tutti assidui collaboratori di Luis Buñuel, che il film omaggia nel trattare una materia scabrosa con uno stile elegante, tenendo fuori scena i risvolti sensazionalistici e morbosi.